# 叶夫根尼·沙波什尼科夫
叶夫根尼·伊万诺维奇·沙波什尼科夫（俄语：Евгений Иванович Шапошников；1942年2月3日—2020年12月8日）是俄罗斯军事人物。前苏联最后一任国防部长，最后一位晋升的苏联空军元帅。

## 生平
1942年生于罗斯托夫州阿克賽斯基區附近的农村。1963年毕业于哈尔科夫高级军事航空学院并加入苏联共产党。1966年至1969年在加加林空军学院深造。1971年至1975年期间在空军部队历任政委、团长等职。1975年任喀尔巴阡军区主管空军的副司令。1985年起任敖德萨军区副司令，1987年起任驻德集群主管空军的副司令，1988年任驻德集群空军司令，苏联空军第一副司令。1990年7月升任苏联空军總司令。
1991年8月事件发生后，他于8月23日被戈尔巴乔夫任命为新任国防部长。25日通过电视讲话传达撤换80%苏联高级军官的决定。26日被授予空军元帅军衔。
1991年12月21日，俄罗斯等11个独立国家领导人签署阿拉木图宣言，正式宣告建立獨立國家聯合體。沙波什尼科夫被任命为独立国家联合体武装力量临时总司令。12月25日晚，戈尔巴乔夫把“核按钮”通过沙波什尼科夫交给了叶利钦。
1992年2月28日，命令从納戈爾諾-卡拉巴赫地区撤出第366摩托化步兵团，并撤除设在亚美尼亚同阿塞拜疆行政边界的全部哨卡。之前一直持“将前苏联武装力量保留为独联体统一的武装力量”观点的沙波什尼科夫已经于4月8日正式承认，“独联体统一武装力量已经不可能再继续保持下去了”。
1993年6月11日，根据俄罗斯联邦总统签署的一项法令，沙波什尼科夫被任命为俄羅斯聯邦安全會議秘书。然而，这项决议在6月30日俄罗斯议会第1轮表决中未获得通过。
1994年1年至1996年8月，担任俄罗斯总统在俄武器和军事装备进出口公司代表。1995年11月至1997年3月，担任俄羅斯航空公司首席执行官。1997年3月至2004年3月，担任俄罗斯联邦总统助理。